# STRIDE (seguridad)
STRIDE es un modelo de amenazas desarrollado por Praerit Garg y Loren Kohnfelder en Microsoft para la identificación de amenazas de seguridad informática. Esta proporciona un mnemónico para las amenazas a la seguridad en seis categorías
Las amenazas son:
- Suplantación de identidad de usuario
- Tampering
- Repudio
- Divulgación de información (brecha de privacidad o filtración de información)
- Denegación de servicio (D.o.S)
- Elevación de privilegios

STRIDE fue creado inicialmente como parte del proceso de modelado de amenaza. STRIDE es un modelo  de amenazas, utilizado para ayudar a razonar y encontrar amenazas a un sistema.  Está utilizado conjuntamente con un modelo del sistema objetivo que puede ser construido en paralelo.  Esto incluye un desglose lleno de procesos, bancos de datos, flujos de datos y fronteras  de confianza.
Hoy es a menudo utilizado por expertos de seguridad para ayudar contestar la pregunta "¿Qué puede salir mal en el sistema en el que estamos trabajando?"
Cada amenaza es una violación de una propiedad deseable para un sistema:
| Amenaza                   | Propiedad deseada |
| ------------------------- | ----------------- |
| Spoofing                  | Autenticidad      |
| Tampering                 | Integridad        |
| Repudio                   | No repudio        |
| Revelación de información | Confidencialidad  |
| Denegación de Servicio    | Disponibilidad    |
| Elevación de Privilegio   | Autorización      |